# Bank of Guam Strykers FC
El Strykers FC, llamado Paintco Strikers FC por razones de patrocinio, es un equipo de fútbol de Guam que juega en la Guam Men's Soccer League, la primera división de fútbol en el país.

## Historia
Fue fundado en el año 2005 en la capital Agaña por su actual propietario y presidente Keith Dickson, y desde su fundación ha sido uno de los equipos de fútbol más estables de Guam, aunque todavía no sabe lo que es ganar el título nacional.
En 2018 consigue ganar su primer torneo importante al ganar la Copa FA de Guam.
Recientemente, su nombre cambió a Paintco Strykers por razones de patrocinio, tras 6 años con su antiguo nombre, Bank of Guam Strykers

## Palmarés
- Copa FA de Guam: 2

2018, 2019

## Otras Secciones
El club cuenta con secciones en 16 en distintas categorías en el país, donde han logrado títulos nacionales en categorías menores, así como en la categoría femenil y fútbol playa; la cual logró el título nacional en 2016.